# Claude de Laval
Claude de Laval, född 1589 i Frankrike, död 17 juli 1646, var en svensk hauptman på Vadstena slott.
Han ägde Grimsgöl i Långasjö socken, Kronobergs län, som han köpte av kronan 2 juni 1639.

## Biografi
Laval kom 1622 till Sverige och började arbeta som soldat. 1623 blev han kapten vid Kalmar regemente. 1630 blev han överkvartermästare vid Kronobergs regemente. 1633 blev han kapten vid samma regemente. 1635 blev Laval major och 1637 överstelöjtnant. 1639 slutade han vid regementet. Laval blev 6 juni 1640 slottshauptman på Vadstena slott. 12 maj 1646 adlades Laval och introducerades 1647 under nummer 355.
Laval avled 17 juli 1646 och begravdes i Vadstena klosterkyrka.

### Familj
Laval gifte sig  med Maria Ulfsax (född 1596). Hon var dotter till överstelöjtnanten Lindorm Ulfsax och Catharina Andersdotter (Stråle af Ekna). De fick tillsammans barnen Jean (1643-1709) och Anna Maria (död 1706).